# Verbena neomexicana
Verbena neomexicana là một loài thực vật có hoa trong họ Cỏ roi ngựa. Loài này được (A.Gray) Briq. miêu tả khoa học đầu tiên năm 1894.